# Wilbrandhöhe
Die Wilbrandhöhe ist ein Berg im nordwestlichen Odenwald, ca. 0,7 km östlich von Darmstadt. Der 235,1 m ü. NHN hohe Berg in der Waldgemarkung Darmstadt ist stark bewaldet. Nordwestlich der Wilbrandhöhe befindet sich die Ludwigshöhe. Nordöstlich des Bergs befindet sich die B 449 (Nieder-Ramstädter Straße/Odenwaldstraße) und der Dommerberg, südlich liegt der Prinzenberg, westlich die Marienhöhe.
Die Höhe und das Brünnchen haben ihren Namen von Ludwig Wilhelm Wilbrand, geboren am 9. November 1842 in Gießen, gestorben am 30. Dezember 1922 in Darmstadt im Haus Wilbrand, heute ein Altersheim.
22 Jahre stand er an der Spitze der darmstädtisch-hesschischen Forstverwaltung. Mit 76 Jahren konnte er als Geheimer Staatsrat in den Ruhestand treten. Seinem Bemühen verdankt die Villenkolonie Buchschlag (Gemeinde Egelsbach) ihre Entstehung.

## Toponyme
1. undatiert: Wilbrandhöhe
2. heute: Wilbrandhöhe

## Etymologie
Wahrscheinlich geht der Name Wilbrandhöhe auf den Personennamen Wilbrand zurück.